# Edsvära kyrka
Edsvära kyrka är en kyrkobyggnad som sedan 2018 tillhör Varabygdens församling (2002—2018 Kvänums församling och tidigare Edsvära församling) i Skara stift. Den ligger på en ås i odlingslandskapet i kyrkbyn Edsvära i Vara kommun.

## Kyrkobyggnaden
På kyrkplatsen fanns tidigare en stenkyrka, sannolikt från medeltiden, som hade förlängts och byggts om under 1700-talets senare hälft.
Nuvarande stenkyrka uppfördes 1859 efter ritningar av arkitekt Johan Adolf Hawerman. Kyrkan består av ett långhus med rakt kor i öster av samma bredd som långhuset. Bakom koret finns en lägre och smalare sakristia. Vid långhusets västra kortsida finns ett smalare torn med en särpräglad lanternin som har en utkragad utsiktsbalkong. Kyrkan har symmetriskt placerade fönster och portar med rundbågsvalv. 
En omfattande restaurering genomfördes 1953 efter ritningar av arkitekt Adolf Niklasson, men kyrkan har likväl fått bibehålla större delen av inredningen från byggnadstiden.

## Klockor
Kyrkan har två medeltida klockor som båda saknar inskrifter. Enligt folklig tradition ska de ha haft namnen Maja-Lena och Klara.
- Storklockan är av senmedeltida normaltyp med en starkt utsvängd slagring och ett tomt skriftband.
- Lillklockan, som är hög och smal, har ett tomt skriftband.[3]

## Orgel
- 1860 byggde Johan Nikolaus Söderling, Göteborg en orgel med 6 stämmor.
- Den nuvarande orgeln, som är placerad på läktaren i väster, tillverkades 1959 av Nordfors & Co, Lidköping varvid Johan Nikolaus Söderlings ljudande fasad från 1860 har bibehållits. Instrumentet har elva stämmor fördelade på två manualer och pedal.[4] Orgeln är mekanisk.

| Huvudverk I   | Svällverk II      | Pedal       | Koppel |
| Gedackt 8´    | Rörflöjt 8´       | Subbas 16´  | I/P    |
| Principal 4'  | Hålflöjt 4'       | Koralbas 4' | II/P   |
| Waldflöjt 2'  | Principal 2'      |             | II/I   |
| Mixtur 3 chor | Nasat 1 1/3'      |             |        |
|               | Scharf 2 chor     |             |        |
|               | Crescendosvällare |             |        |

## Bilder

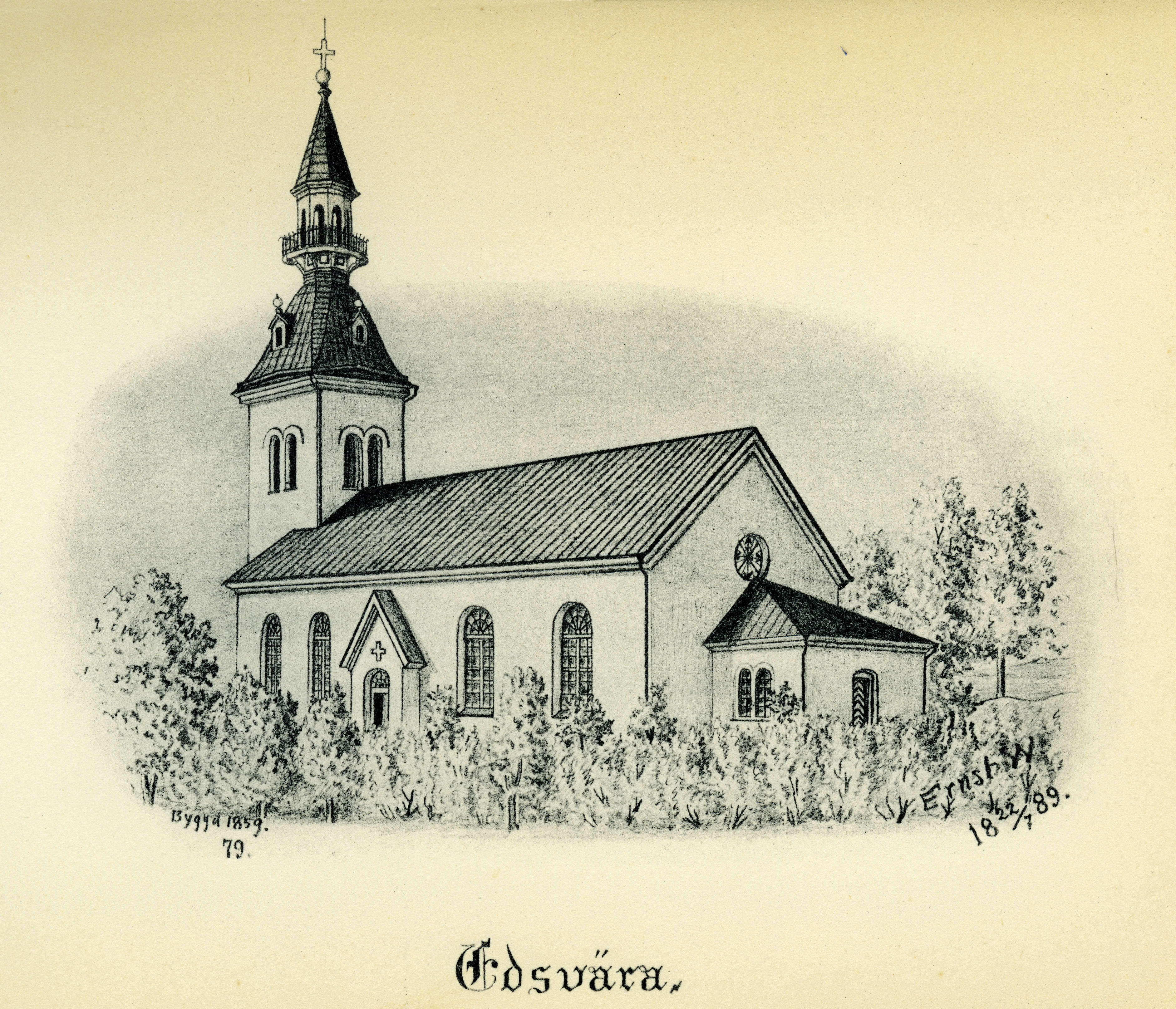
Kyrkan på teckning från 1889.
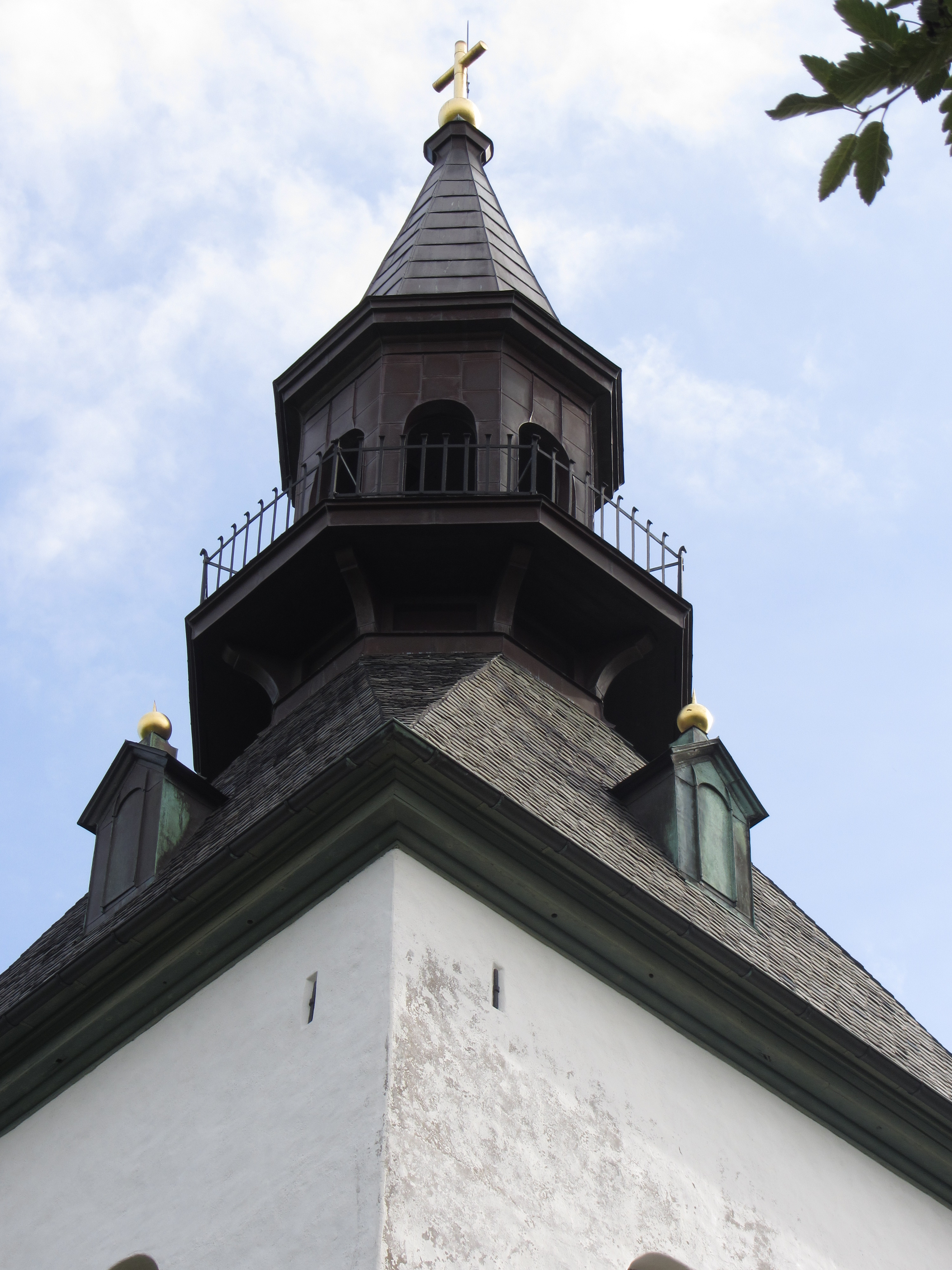
Tornet med utsiktsbalkong
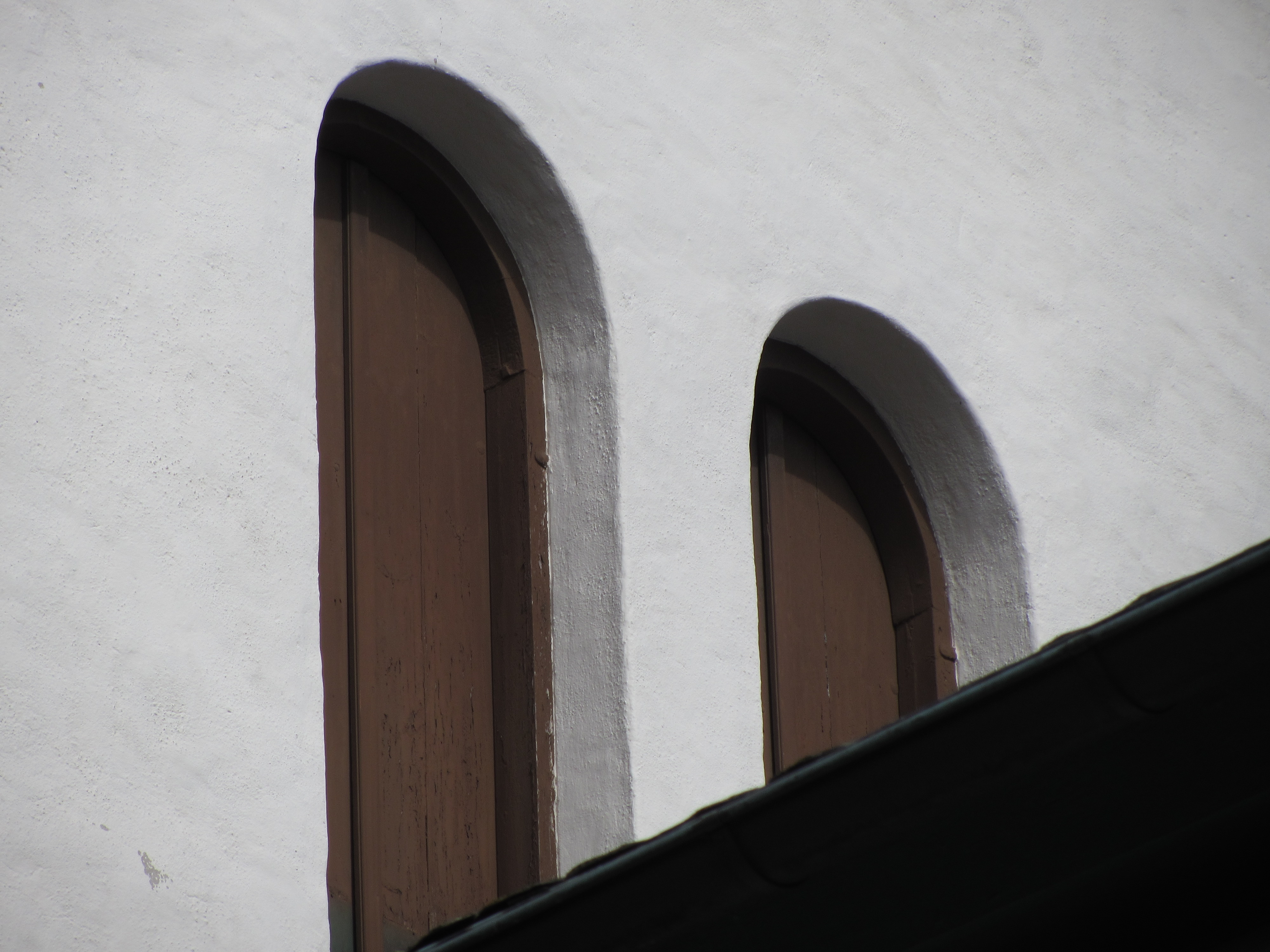
Fasaddetalj
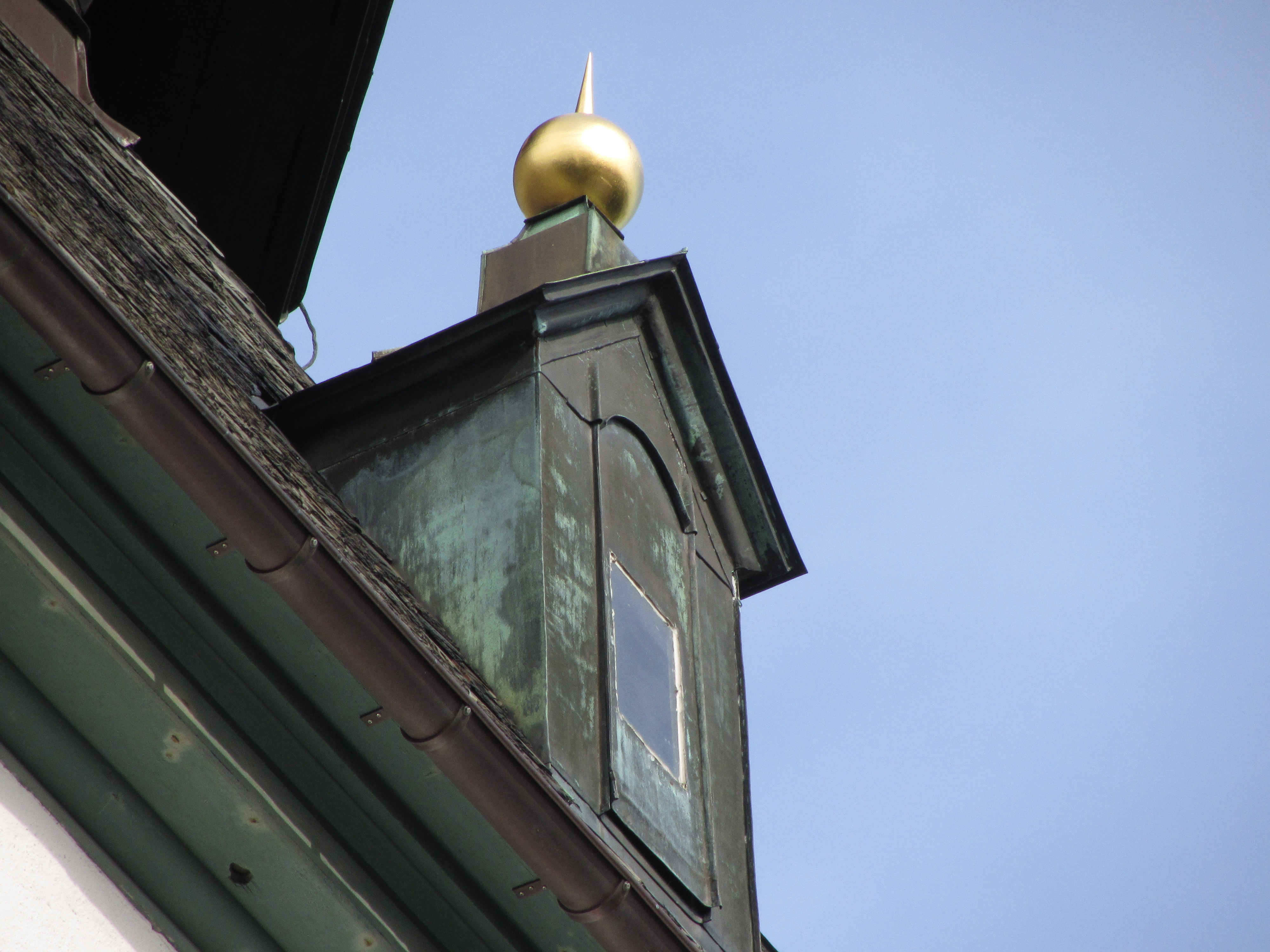
Fasaddetalj
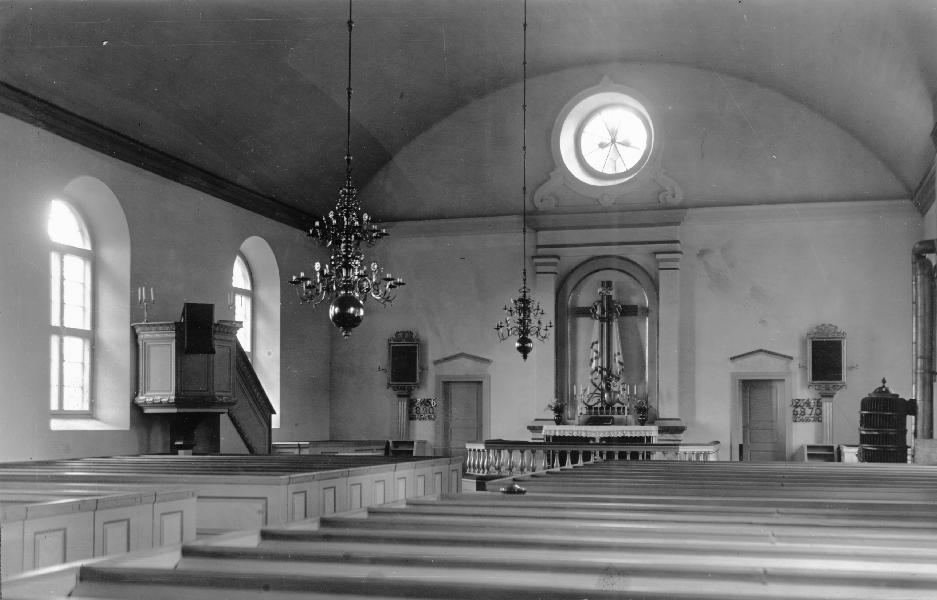
Interiör mot koret
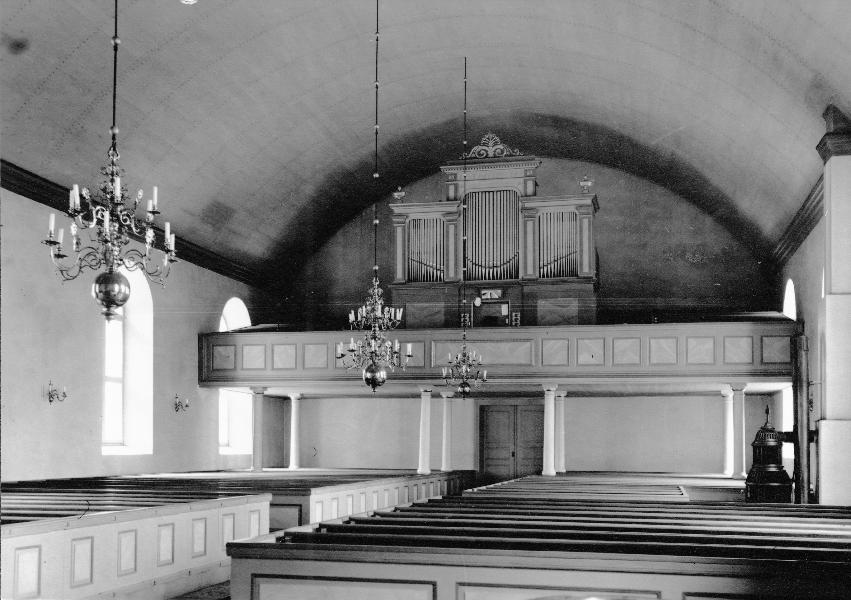
Interiör mot orgelläktaren